# Тарасов, Евгений Александрович (политик)
Евгений Александрович Тарасов (20 января 1951) — советский и российский политики и государственный деятель. Народный депутат России 1990—1995 годов.

## Биография
Родился 20 января 1951 года. Окончил Ленинградскую академию гражданской авиации. Штурман 1-го летного отряда Ростовского объединённого авиаотряда, город Ростов-на-Дону.
Лётчик морской противолодочной авиации, член Высшего экономического совета Верховного Совета России, член Совета Республик Верховного Совета СССР.
В сентябре-октябре 1993 года находился в здании Верховного Совета РФ.
Распоряжением руководителя Администрации Президента РФ С. Филатова № 415 от 9 марта 1994 г. включен в «черный список» лиц, на которых не распространяется действие Указа Президента № 1435 от 23 сентября 1993 г. «О социальных гарантиях для народных депутатов РФ созыва 1990—1995 годов». Указом Президента РФ № 810 от 22 апреля 1994 г. возвращены государственные гарантии социальной защиты.
С 1995 по 1996 год — советник аппарата Комитета Государственной Думы Федерального Собрания РФ по регламенту и организации работы.
В 2003 году — генеральный директор ЗАО «Концерн „Социальная защита студентов“». В этом году был зарегистрирован кандидатом на Выборы депутатов Государственной Думы четвертого созыва от Аграрной партии России по Одинцовскому округу Москвы.

## Научная и общественная деятельность
Член-корреспондент Академии экономических наук и предпринимательской деятельности.